# Sam Jaeger

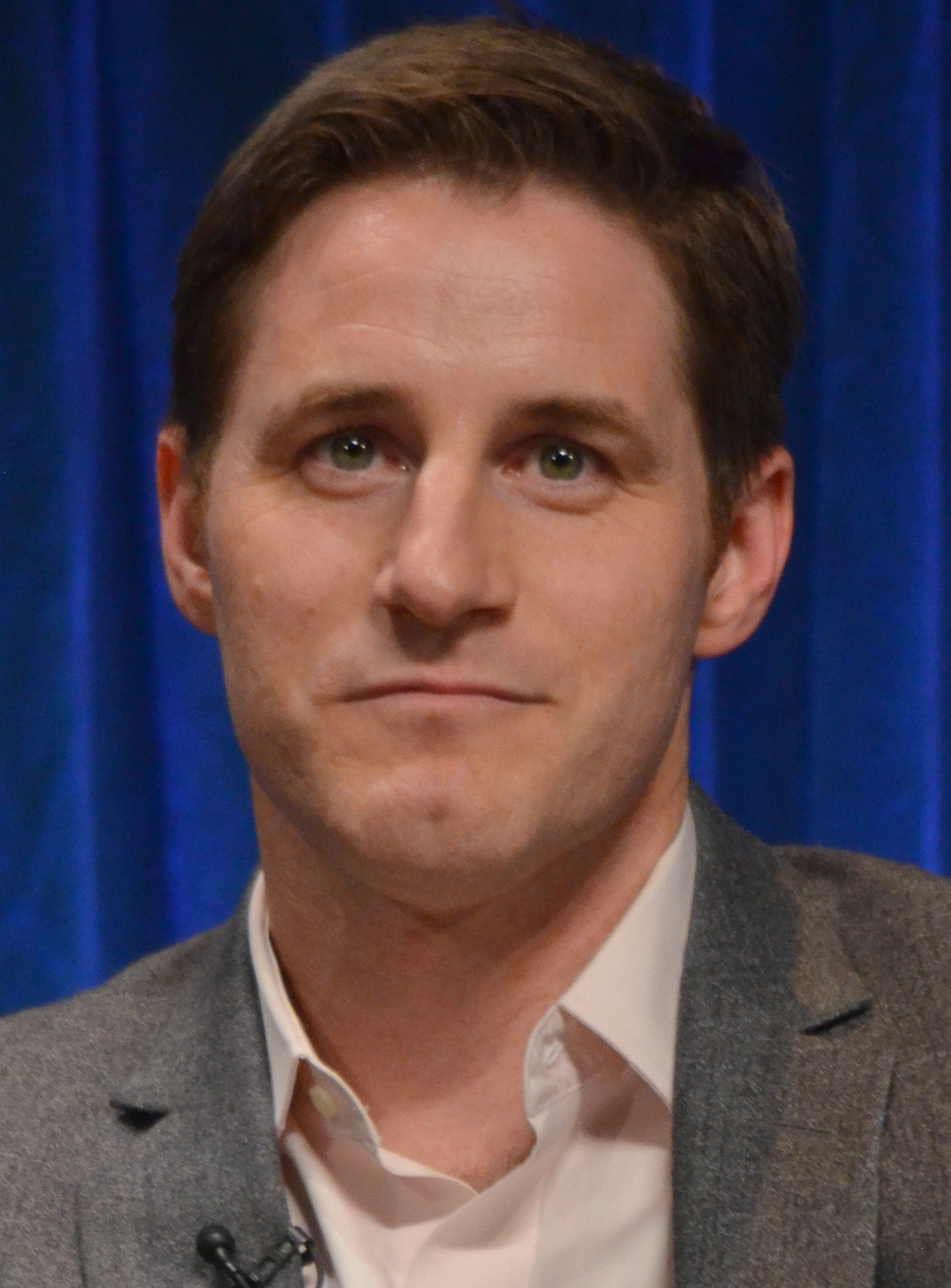
Sam Jaeger (2013)

Samuel Heath Jaeger (* 29. Januar 1977 in Perrysburg, Ohio) ist ein US-amerikanischer Schauspieler, Drehbuchautor, Filmproduzent und Filmregisseur.

## Kurzbiografie
Der Sohn von Charles und LeAnne Jaeger wuchs in Perrysburg auf, wo er 1995 das College absolvierte. Danach schrieb er sich am Otterbein College in Westerville, Ohio ein, an dem er 1999 seinen Bachelor in Kunstwissenschaft erlangte.
Jaeger begann für Hollywood-Verhältnisse daher relativ spät mit der Schauspielerei und stand 1999, im Alter von bereits 22 Jahren mit Diana Ross und Brandy Norwood im Fernsehfilm Double Platinum erstmals vor der Kamera. Jaegers erster größerer Film war der 2001 produzierte Actionfilm Im Fadenkreuz – Allein gegen alle mit Gene Hackman und Owen Wilson in den Hauptrollen. Ein Jahr später stand er mit Bruce Willis und Colin Farrell in Das Tribunal vor der Kamera.
Auch stand Jaeger in Fernsehserien wie etwa Scrubs – Die Anfänger (2003) und Welcome, Mrs. President (2006) vor der Kamera. Von 2008 bis 2009 war Jaeger einer der Darsteller in der Anwaltsserie Eli Stone.
2003 schrieb Jaeger das Drehbuch zur Filmkomödie Advantage Hart, die er auch produzierte und in der er neben Kate Bosworth und Matt Czuchry die Hauptrolle verkörperte. 2011 gab er mit dem Filmdrama Take Me Home sein Spielfilmregiedebüt.
Sam Jaeger ist seit August 2007 mit Amber Marie Mellott verheiratet; das Paar lebt heute in Los Angeles.

## Filmografie (Auswahl)
Als Schauspieler
- 2001: Im Fadenkreuz – Allein gegen alle (Behind Enemy Lines)
- 2002: Das Tribunal (Hart’s War)
- 2004: The Riverman
- 2006: Lieben und lassen (Catch and Release)
- 2006: Lucky Number Slevin
- 2008–2009: Eli Stone (Fernsehserie, 25 Episoden)
- 2010–2015: Parenthood (Fernsehserie, 103 Episoden)
- 2011: Take Me Home
- 2013: The Truth About Emanuel
- 2013: Miss Dial
- 2014: Inherent Vice – Natürliche Mängel (Inherent Vice)
- 2014: American Sniper
- 2015: October Kiss (Fernsehfilm)
- 2017: When We Rise (Fernsehserie, 5 Episoden)
- 2017: S.W.A.T.: Unter Verdacht (S.W.A.T.: Under Siege)
- 2018–2025: The Handmaid’s Tale – Der Report der Magd (The Handmaid’s Tale, Fernsehserie)
- 2019: Why Women Kill (Fernsehserie, 10 Episoden)
- 2019–2020: The Politician (Fernsehserie, 5 Episoden)
- 2021: The Eyes of Tammy Faye
- 2022: Devil in Ohio (Fernsehserie, 8 Episoden)
- 2025: Wolf Man